# Левакандский район
Левака́ндский район (до 2018 г. — Сарбандский район, прежде Калининабадский район, тадж. ноҳияи Леваканд, ноҳияи Сарбанд, ноҳияи Калининобод) — административный район в Хатлонской области Республики Таджикистан. Районный центр — город Левакант.

## История
До 1996 года входил в состав Коммунистского района (ныне Кушониёнский район). 2 февраля того же года выделен из его части с центром в г. Калининабад и почти сразу же переименован из Калининабадского в Сарбандский (райцентр тоже переименован). В 2018 году переименован в Левакандский район (также встречается название Левакантский район). 

## Население
Население по оценке на 1 января 2022 года составляет 49 700 человек, в том числе городское (в г. Левакант) – 18 700 человек, или 37,6 %.
| Численность населения | Численность населения | Численность населения | Численность населения |
| 2019                  | 2020                  | 2021                  | 2022                  |
| --------------------- | --------------------- | --------------------- | --------------------- |
| 47 400                | ↗48 300               | ↗48 700               | ↗49700                |

## Административное деление
В состав района входят 2 административно-территориальных единиц (сельских джамоатов): Гулистанский и Вахдатский. 
| Административное деление Левакандского района |           |
| Сельская община                               | Население |
| Левакант, г                                   | 17 700    |
| Гулистон                                      | 13 757    |
| Вахдат                                        | 4 635     |

Главой Сарбандского района является Председатель Хукумата, который назначается Президентом Республики Таджикистан. Главой правительства Сарбандского района является Председатель Хукумата. Законодательный орган Сарбандского района — Маджлис народных депутатов, который избирается всенародно на 5 лет.